# Élections législatives de 1988 dans les Landes
Les élections législatives françaises de 1988 se déroulent les 5 et 12 juin 1988.  Dans le département des Landes, trois députés sont à élire dans le cadre de trois circonscriptions.

## Élus
| Circonscription | Député sortant        | Parti                 | Parti                 | Député élu ou réélu  | Parti | Parti |
| --------------- | --------------------- | --------------------- | --------------------- | -------------------- | ----- | ----- |
| 1re             | Scrutin proportionnel | Scrutin proportionnel | Scrutin proportionnel | Alain Vidalies       |       | PS    |
| 2e              | Scrutin proportionnel | Scrutin proportionnel | Scrutin proportionnel | Jean-Pierre Pénicaut |       | PS    |
| 3e              | Scrutin proportionnel | Scrutin proportionnel | Scrutin proportionnel | Henri Emmanuelli     |       | PS    |

## Positionnement des partis
L'UDF et le RPR se présentent unis sous l'étiquette « Union du Rassemblement et du Centre » tandis que les candidats du Parti socialiste se rangent sous la bannière de la « Majorité présidentielle pour la France unie », slogan de la campagne présidentielle de François Mitterrand.

## Résultats

### Résultats à l'échelle du département
| Parti          | Parti                               | Premier tour | Premier tour | Second tour | Second tour | Sièges |
| Parti          | Parti                               | Voix         | %            | Voix        | %           | Sièges |
| -------------- | ----------------------------------- | ------------ | ------------ | ----------- | ----------- | ------ |
|                | Parti socialiste                    | 87 142       | 51,71        | 65 588      | 57,22       | 3      |
|                | La France unie                      | 87 142       | 51,71        | 65 588      | 57,22       | 3      |
|                |                                     |              |              |             |             |        |
|                | Rassemblement pour la République    | 40 211       | 23,86        | 49 029      | 42,78       | 0      |
|                | Union pour la démocratie française  | 18 033       | 10,70        |             |             | 0      |
|                | Union du Rassemblement et du Centre | 58 244       | 34,56        | 49 029      | 42,78       | 0      |
|                |                                     |              |              |             |             |        |
|                | Parti communiste français           | 13 520       | 8,02         |             |             | 0      |
|                | Front national                      | 9 610        | 5,70         | 0           |             |        |
|                |                                     |              |              |             |             |        |
| Inscrits       | Inscrits                            | 233 837      | 100,00       | 156 163     | 100,00      | 3      |
| Abstentions    | Abstentions                         | 61 964       | 26,5         | 38 836      | 24,87       |        |
| Votants        | Votants                             | 171 873      | 73,5         | 117 327     | 75,13       |        |
| Blancs et nuls | Blancs et nuls                      | 3 357        | 1,95         | 2 710       | 2,31        |        |
| Exprimés       | Exprimés                            | 168 516      | 98,05        | 114 617     | 97,69       |        |

### Résultats par circonscription

#### Première circonscription (Mont-de-Marsan)
| Candidat       | Candidat            | Parti          | Premier tour | Premier tour | Second tour | Second tour |  |
| Candidat       | Candidat            | Parti          | Voix         | %            | Voix        | %           |  |
| -------------- | ------------------- | -------------- | ------------ | ------------ | ----------- | ----------- |  |
|                | Alain Vidalies élu  | PS             | 26 124       | 48,35        | 31 527      | 55,23       |  |
|                | Louis Lauga sortant | RPR (URC)      | 21 357       | 39,53        | 25 552      | 44,77       |  |
|                | André Curculosse    | PCF            | 3 431        | 6,35         |             |             |  |
|                | Henri Salefran      | FN             | 3 116        | 5,77         |             |             |  |
|                |                     |                |              |              |             |             |  |
| Inscrits       | Inscrits            | Inscrits       | 76 603       | 100,00       | 76 582      | 100,00      |  |
| Abstentions    | Abstentions         | Abstentions    | 21 572       | 28,16        | 18 362      | 23,98       |  |
| Votants        | Votants             | Votants        | 55 031       | 71,84        | 58 220      | 76,02       |  |
| Blancs et nuls | Blancs et nuls      | Blancs et nuls | 1 003        | 1,82         | 1 141       | 1,96        |  |
| Exprimés       | Exprimés            | Exprimés       | 54 028       | 98,18        | 57 079      | 98,04       |  |

#### Deuxième circonscription (Dax)
| Candidat       | Candidat                           | Parti          | Premier tour | Premier tour | Second tour | Second tour |  |
| Candidat       | Candidat                           | Parti          | Voix         | %            | Voix        | %           |  |
| -------------- | ---------------------------------- | -------------- | ------------ | ------------ | ----------- | ----------- |  |
|                | Jean-Pierre Pénicaut sortant réélu | PS             | 27 886       | 49,87        | 34 061      | 59,2        |  |
|                | Pierre-Henri Bonnet                | RPR (URC)      | 18 854       | 33,72        | 23 477      | 40,8        |  |
|                | Pierrette Fontenas                 | PCF            | 5 340        | 9,55         |             |             |  |
|                | Éric Barrouillet                   | FN             | 3 833        | 6,86         |             |             |  |
|                |                                    |                |              |              |             |             |  |
| Inscrits       | Inscrits                           | Inscrits       | 79 609       | 100,00       | 79 581      | 100,00      |  |
| Abstentions    | Abstentions                        | Abstentions    | 22 440       | 28,19        | 20 474      | 25,73       |  |
| Votants        | Votants                            | Votants        | 57 169       | 71,81        | 59 107      | 74,27       |  |
| Blancs et nuls | Blancs et nuls                     | Blancs et nuls | 1 256        | 2,2          | 1 569       | 2,65        |  |
| Exprimés       | Exprimés                           | Exprimés       | 55 913       | 97,8         | 57 538      | 97,35       |  |

#### Troisième circonscription (Saint-Sever)
|                | Henri Emmanuelli sortant réélu | PS             | 33 132 | 56,56  |  |  |  |
|                | Jean-Jacques Laborde           | UDF (URC)      | 18 033 | 30,79  |  |  |  |
|                | Michel Larrat                  | PCF            | 4 749  | 8,11   |  |  |  |
|                | Jean-Pierre Didier             | FN             | 2 661  | 4,54   |  |  |  |
|                |                                |                |        |        |  |  |  |
| Inscrits       | Inscrits                       | Inscrits       | 77 625 | 100,00 |  |  |  |
| Abstentions    | Abstentions                    | Abstentions    | 17 952 | 23,13  |  |  |  |
| Votants        | Votants                        | Votants        | 59 673 | 76,87  |  |  |  |
| Blancs et nuls | Blancs et nuls                 | Blancs et nuls | 1 098  | 1,84   |  |  |  |
| Exprimés       | Exprimés                       | Exprimés       | 58 575 | 98,16  |  |  |  |